# After Midnight (1927)
After Midnight is een stomme film uit 1927 onder regie van Monta Bell. In Nederland werd de film destijds onder de titels Twee zusters na middernacht en Twee zusters uitgebracht.

## Verhaal
Joe Miller is een crimineel die een nachtclub overvalt. Mary is de eigenares en slaat hem bewusteloos. Later krijgt ze medelijden met hem en besluit hem te verzorgen. Hij valt voor haar charmes en besluit zijn leven te beteren. Niet veel later trouwen ze met elkaar. Joe probeert rond te komen door al zijn geld te investeren in een taxi. Ze zijn samen gelukkig, totdat Mary's onverantwoordelijke en wilde zus Maizie op een dag voor hun deur staat. Maizie veroorzaakt veel opschudding en brengt haar tijd door met het verleiden van mannen voor hun geld. Wanneer Mary haar echtgenoot ziet met zijn vrienden uit zijn criminele verleden, gaat ze uit van het ergste. Ze kan haar hoofd er niet bijhouden en raakt op haar terugweg naar huis betrokken bij een auto-ongeluk. Hierbij komt haar zus om het leven.

## Rolverdeling
| Acteur            | Personage     |
| ----------------- | ------------- |
| Norma Shearer     | Mary Miller   |
| Lawrence Gray     | Joe Miller    |
| Gwen Lee          | Maizie        |
| Eddie Sturgis     | Red Smith     |
| Philip Sleeman    | Gus Van Gundy |
| Johnny Mack Brown | Feestganger   |

## Ontvangst
De film werd destijds matig ontvangen. The New York Times noemde de film "luchtig materiaal". Het filmtijdschrift Photoplay noemde de film "niet waardig aan Bell en Shearer". Er werd echter wel lof gegeven aan de drie hoofdrolspelers.